# Смирнова, Инна Сергеевна
Инна Сергеевна Смирнова (19 сентября 1991, Красноуфимск, Свердловская область) — российская лыжница и биатлонистка, чемпионка и призёр чемпионата России по лыжным гонкам и биатлону. Мастер спорта России по лыжным гонкам (2010) и биатлону.

## Биография
До конца сезона 2012/13 занималась лыжными гонками, первый тренер — А. А. Васин, также тренировалась под руководством Д. А. Бугаева. Представляла спортивное общество «Динамо». Участница юниорского первенства мира по лыжным гонкам (лучший результат — 24-е место). В 2012 году стала чемпионкой России по лыжным гонкам в эстафете 4х5 км в составе команды ХМАО.
С 2013 года выступает в биатлоне, представляет ХМАО, также в середине 2010-х годов представляла Тюменскую область. Тренеры — Л. А. Гурьев, В. Н. Мальгин, М. Г. Максимов. В 2017 году стала чемпионкой России по биатлону в гонке патрулей, также неоднократно была призёром чемпионатов России по биатлону и летнему биатлону.
Участница зимней Универсиады 2017 года, заняла 11-е место в индивидуальной гонке, 11-е — в спринте, девятое в пасьюте и седьмое — в масс-старте.

## Личная жизнь
Окончила Сургутский государственный педагогический университет.
Сестра-близнец Кристина также биатлонистка.